# 囊腫
囊腫（Cyst）是一個封閉的囊，具有明顯的膜組織，也會產生細胞分裂。囊腫內部可能包含空氣、液體或半固體物質。膿液的集合體稱為一個囊腫。囊腫有時會自行消失，也可能需要通過外科手術來除去它。

## 種類
- 貝克氏水囊腫
- 巴氏腺囊腫
- 乳腺囊腫
- 頰側雙叉囊腫（buccal bifurcation cyst）
- 巧克力囊腫
- 副睾囊腫
- 腱鞘囊腫
- 松果體囊腫（Pineal gland cyst）
- 卵巢囊腫
- 聲帶囊腫
- 牙旁囊肿（paradental cyst）
- 支氣管性囊腫（bronchogenic cyst）